# Chase Budinger
Chase Andrew Budinger (ur. 22 maja 1988 roku w Encinitas w Kalifornii) – amerykański koszykarz łotewskiego pochodzenia, występujący na pozycji niskiego skrzydłowego, aktualnie wolny agent.
W 2006 wystąpił w meczu gwiazd amerykańskich szkół średnich - McDonald’s All-American.
Profesjonalną karierę rozpoczynał w barwach uniwersyteckiej drużyny koszykarskiej Arizona Wildcats, gdzie podczas trzech lat rozegrał 100 meczów. Po skończeniu drugiego sezonu zgłosił się do draftu NBA, jednak później cofnął swoją decyzje. Rok później jednak wziął już udział w drafcie. Został w nim wybrany z 44 numerem w drugiej rundzie przez Detroit Pistons, jednak tego samego dnia doszło do wymiany pomiędzy Pistons a Houston Rockets, poprzez którą Budinger został zawodnikiem Rockets. W trakcie lokautu w NBA podpisał kontrakt z rosyjskim zespołem Lokomotiw Kubań, jednak ani razu nie wystąpił w jego barwach. Podczas weekendu gwiazd NBA wziął udział w konkursie wsadów, gdzie przegrał jedynie z Jeremym Evansem. 27 czerwca 2012 roku został wymieniony do Minnesota Timberwolves.
12 lipca 2015 roku trafił w wyniku wymiany do zespołu Indiany Pacers. 5 marca 2016 został zwolniony przez Pacers. Trzy dni później podpisał umowę do końca sezonu z klubem Phoenix Suns. 26 września 2016 roku zawarł kontrakt z drużyną Brooklyn Nets.
Na Letnich Igrzyskach Olimpijskich 2024 w Paryżu uczestniczył w turnieju siatkówki plażowej w parze z Milesem Evansem.

## Osiągnięcia
Stan na 3 października 2016, na podstawie, o ile nie zaznaczono inaczej.
NCAA
- Uczestnik:
  - rozgrywek Sweet Sixteen turnieju NCAA (2009)
  - turnieju NCAA (2007–2009)
- Najlepszy pierwszoroczny zawodnik konferencji Pac-10 (2007)[15]
- Zaliczony do:
  - I składu:
    - Pac-10 (2009)
    - pierwszoroczniaków konferencji Pac-10 (2007)

  - III składu Pac-10 (2008)

NBA
- Uczestnik konkursu wsadów (2012)[16]